# Vaso de chupito

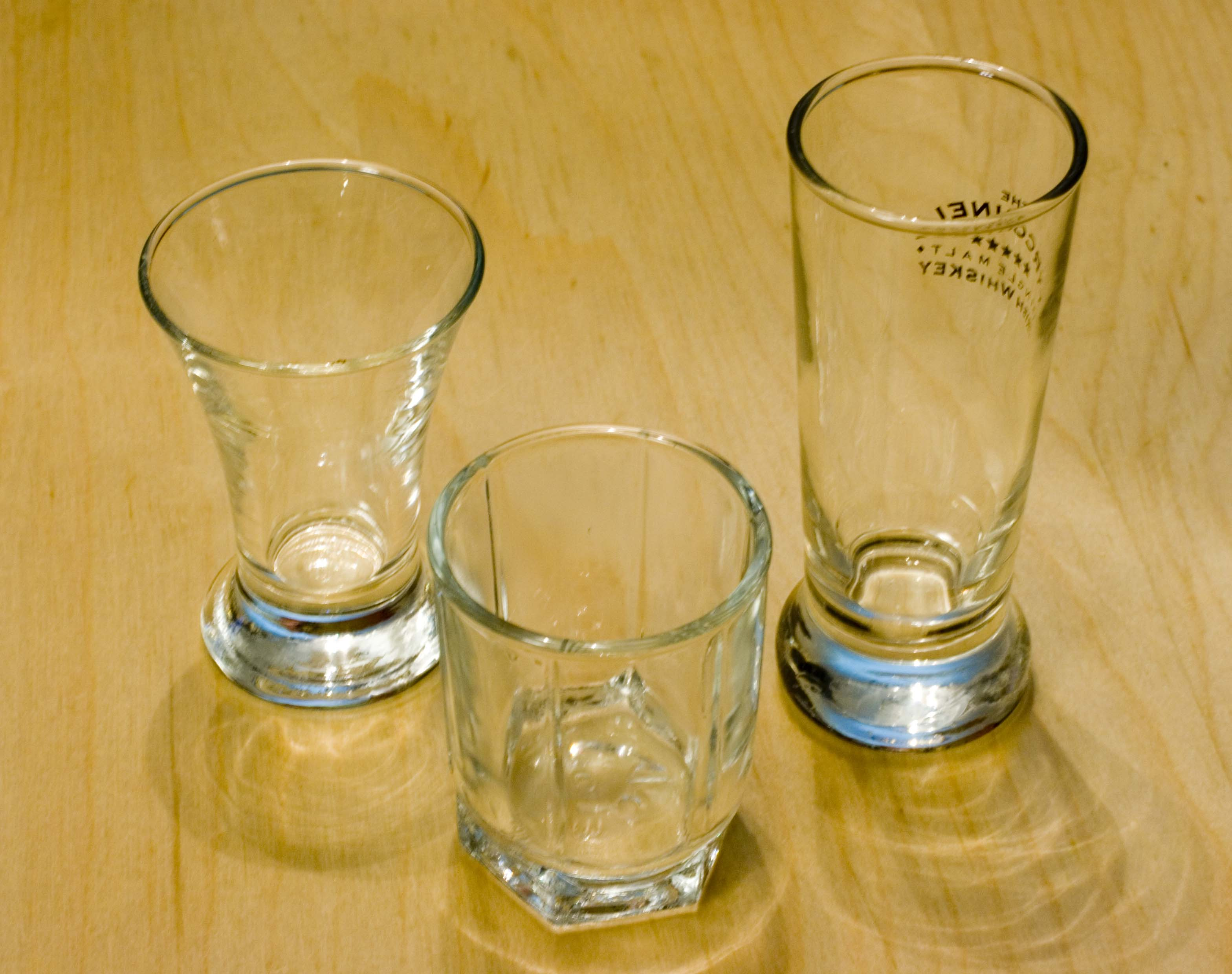
Tres caballitos.

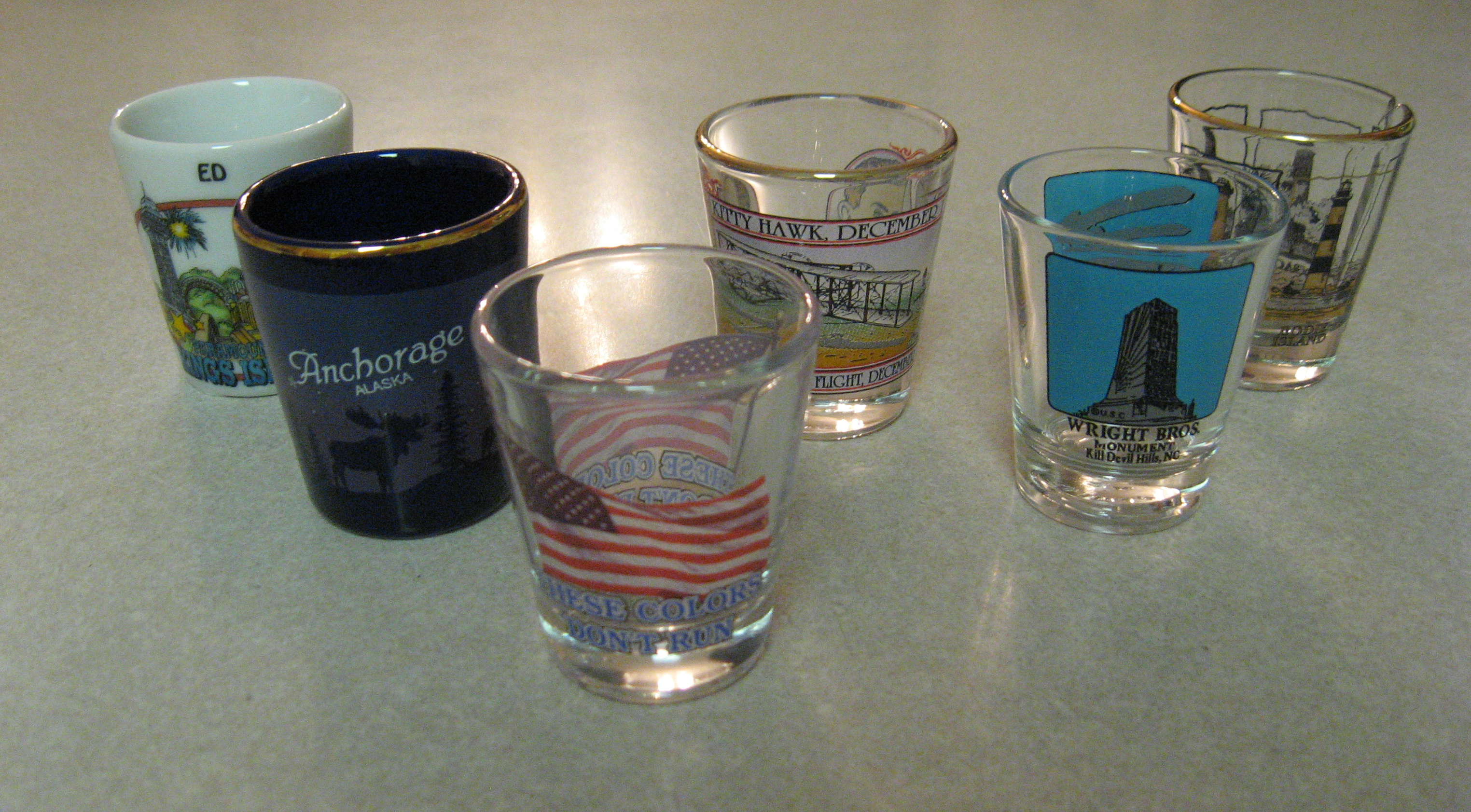
Colección de vasos de chupito de diferentes lugares (souvenirs)

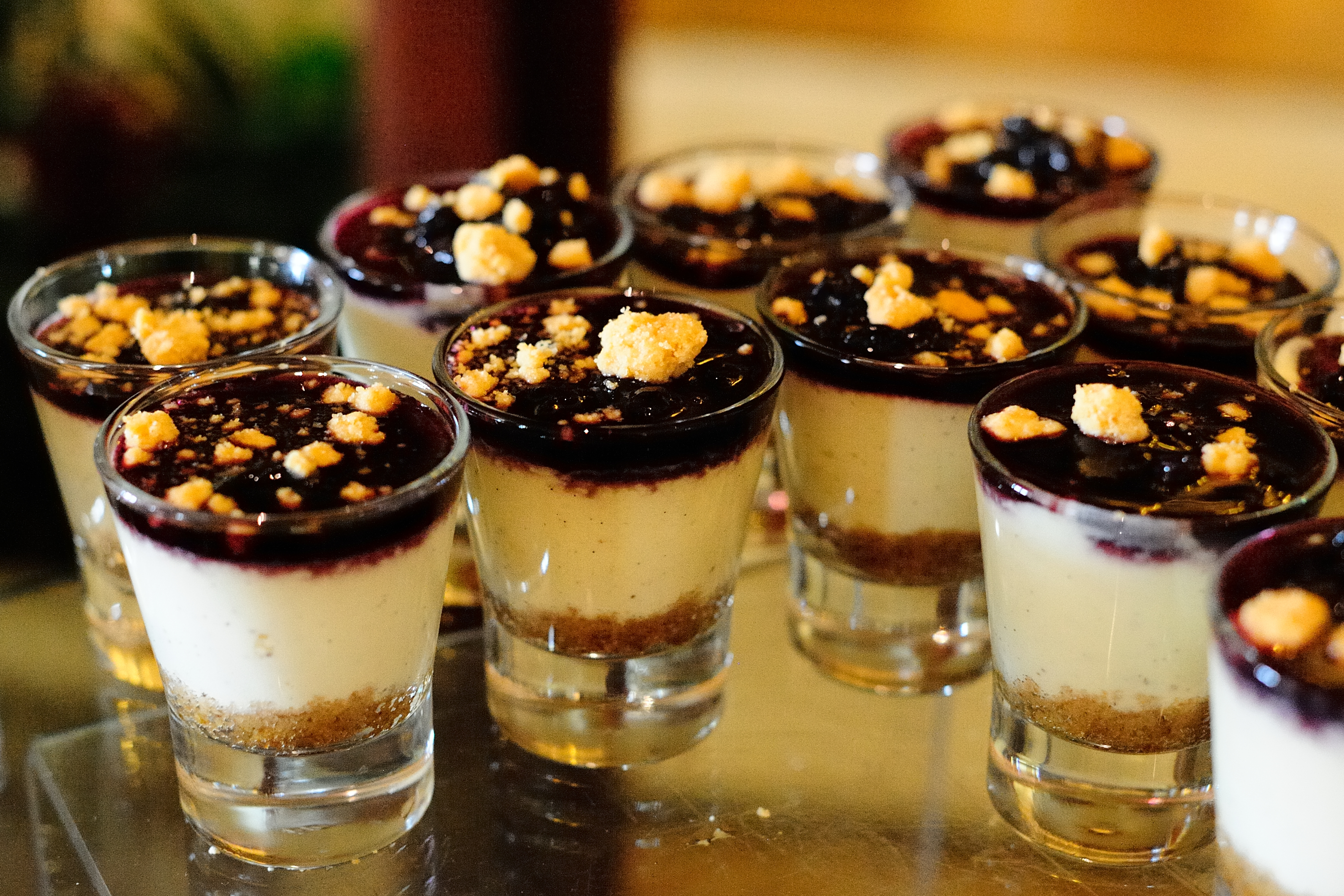
Vasos de chupito usados como recipiente para postres.

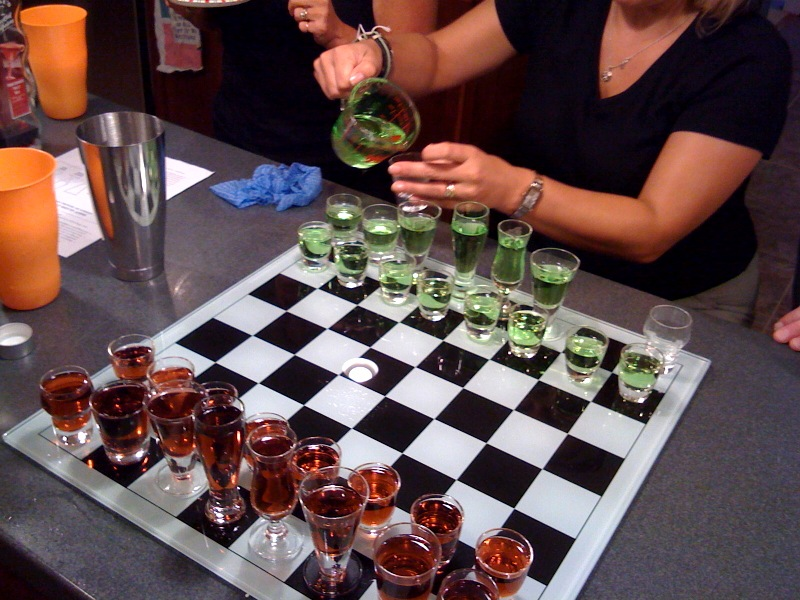
Drunk chess

El vaso de chupito (también conocido como vaso tequilero en México, o caballito; internacionalmente conocido como shot) es un vaso con una capacidad entre 30 y 60 ml (1 y 2 US fl. Oz) con forma cilíndrica y ligera angulación que hace la boca más ancha que la base, diseñado para servir chupitos. Es común que posea una base gruesa, para estabilizar el vaso. En el bartending profesional, a menudo se usa el caballito como vaso medidor, a falta de jigger. Eventualmente se usa para servir postres de degustación. También se usan en juegos de beber, como en el popular drunk chess («ajedrez borracho»).
Dependiendo del país varía su tamaño; por ejemplo, en Alemania suelen ser más pequeños (~20 ml), mientras que en Estados Unidos son medianos (~44 ml) y en Japón más grandes (~60 ml). La legislación de Utah, EE. UU., establece el shot glass en 1.5 US fl. Oz.
En la actualidad, los vasos de chupito se decoran con una amplia variedad de imágenes, ilustraciones, anuncios... también es común que se coleccionen caballitos de diferentes lugares del mundo como objetos de souvenir.

## Historia
Según la Academia Mexicana del Tequila, el origen del nombre «caballito» proviene de las haciendas donde se producía maguey en México en el siglo XIX. Del maguey (o agave) se extraen diferentes mezcales, como el tequila. Los dueños del lugar acostumbraban a supervisar sus tierras montados a caballo, y con ellos portaban dos guajes (recipientes), uno para el agua y otro para el tequila. Curiosamente en inglés también se registra desde el siglo XIX el nombre pony glass («vaso de poni», una raza pequeña de caballo), debido al pequeño tamaño del vaso. Sin embargo, a diferencia del caballito, el poni es una copa, puesto que posee fuste (o tallo).
Entre los siglos XVIII y XIX, en Estados Unidos surgió un vaso similar al caballito, llamado whiskey tumbler, whiskey taster o whiskey glass. En este país, fue el whiskey la primera bebida en tomarse en caballito. Sin embargo, en la actualidad se prefiere copa balón o vaso Old Fashioned para tomar whiskey. La referencia escrita más antigua que menciona el shot glass es de 1913, en el libro A History of Cass County Indiana, pero realmente se popularizaría este vaso durante la ley seca en los Estados Unidos (1920-1933). Una teoría dice que el nombre podría provenir del cristalero alemán Friedrich Otto Schott (1884), poseedor de la fábrica de vidrio Jenaer Glaswerk Schott & Genossen, en donde supuestamente se inventaría el Schott glass.
El modelo actual del vaso caballito, un vasito cónico, trunco e invertido y con un fondo grueso que le aporta estabilidad, surge a mediados de los años 70. Aunque se desconoce quién y dónde lo diseñó, rápidamente se popularizó y fue adoptado por prácticamente todas las fábricas de vidrio en el mercado internacional. A partir de este modelo estandarizado han surgido otras versiones, algunas con decoración en las paredes del vaso.

## Cultura

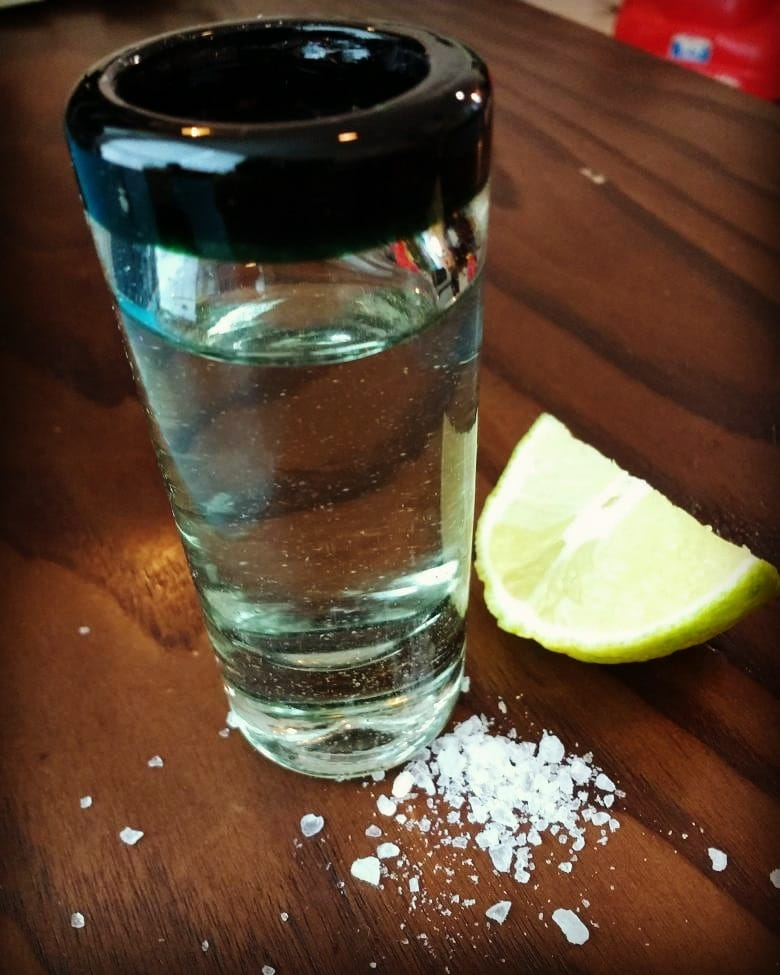
Caballito de tequila con su acompañamiento tradicional: sal y limón.

Es el vaso donde tradicionalmente se bebe el tequila. Por ello se denomina también tequilero. La tradición dice que el chupito de tequila se sirve con una pizca de sal de mesa y una rodaja de lima o limón. La sal se toma antes; al salarse la lengua, se realzan los sabores. El limón se toma después, ya que el ácido barre el sabor a alcohol de la boca.
La costumbre nació cuando se comenzó a exportar tequila de México para el mundo. Por la carencia de regulación, el tequila que se comercializaba internacionalmente era de muy mala calidad, muchas veces usando otros alcoholes agrícolas en vez de agave azul. Esto daba un sabor que era muy desagradable, por lo que se acompañaban de la sal y limón para suavizarlo. Con la denominación de origen del tequila en 1974, se retiran del mercado todos los tequilas engañosos y se resolvió el problema, por lo que, teóricamente, ya no es necesario el limón y la sal; sin embargo la costumbre ha permanecido como «ritual». No se recomienda para tequilas de alta calidad.
En el sur de México también es típico servir un caballito de tequila acompañado de un vaso de sangrita, una bebida mixta de chile, jugo de naranja y de limón.